# Juan José Urdiain Asensio
Juan José Urdiain Asensio (Pamplona, Navarra, 19 de març de 1965) és un exjugador de bàsquet espanyol. Amb 2.01 d'alçada, el seu lloc natural en la pista era el d'aler.

## Trajectòria
- Agramont Pamplona (1984-1985)
- Larios (1985-1986)
- Saski Baskonia 1986-1988)
- Cajaguipuzcoa (1988-1989)
- Argaray (1989-1990)
- Club de Bàsquet Askatuak (1989-1991)
- CB Gran Canària (1991-1992)
- CB Granada (1992-1993)
- CB Salamanca (1993-1994)
- Señorío de Zuasti Alsasua (1994-1995)
- Señorío de Zuasti Pamplona (1995-1996)
- Alvecon Maristas Pamplona (1996-1997)